# Hales Corners
Hales Corners és una població dels Estats Units a l'estat de Wisconsin. Segons el cens del 2000 tenia 7.765 habitants.

## Demografia
Segons el cens del 2000, Hales Corners tenia 7.765 habitants, 3.260 habitatges, i 2.122 famílies. La densitat de població era de 936,9 habitants per km².
Dels 3.260 habitatges en un 27,4% hi vivien nens de menys de 18 anys, en un 53,8% hi vivien parelles casades, en un 8,5% dones solteres, i en un 34,9% no eren unitats familiars. En el 29,1% dels habitatges hi vivien persones soles el 12,6% de les quals corresponia a persones de 65 anys o més que vivien soles. El nombre mitjà de persones vivint en cada habitatge era de 2,35 i el nombre mitjà de persones que vivien en cada família era de 2,93.
Per edats la població es repartia de la següent manera: un 22,1% tenia menys de 18 anys, un 7,2% entre 18 i 24, un 28,1% entre 25 i 44, un 24,2% de 45 a 60 i un 18,5% 65 anys o més.
L'edat mediana era de 41 anys. Per cada 100 dones de 18 o més anys hi havia 87,9 homes.
La renda mediana per habitatge era de 54.536 $ i la renda mediana per família de 66.136 $. Els homes tenien una renda mediana de 42.175 $ mentre que les dones 33.237 $. La renda per capita de la població era de 25.354 $. Aproximadament el 0,3% de les famílies i el 2% de la població estaven per davall del llindar de pobresa.

## Poblacions més properes
El següent diagrama mostra les poblacions més properes.